# Koszary (Kraśnik)
Koszary – osiedle w Kraśniku zlokalizowane w dzielnicy Kraśnik Stary (Lubelski), po prawej stronie rzeki Wyżnicy. Jest największym osiedlem mieszkaniowym w Starej części miasta, w której przeważają bloki mieszkalne. Na osiedlu jest wiele supermarketów tj. Carrefour, Aldik, Lidl, Biedronka oraz wiele przedsiębiorstw handlowo-usługowych. W Koszarach znajduje się Szkoła Podstawowa nr 2 im. Mikołaja Kopernika, która przed reformą edukacji była połączona z nieistniejącym już Gimnazjum nr 2 im. Jana Kochanowskiego w Zespół Placówek Oświatowych nr 2. Przed II wojną światową były tu koszary 24 Pułku Ułanów. Osiedle mieszkaniowe powstawało na wzgórzach od lat 50. XX wieku. Przy ul. Chopina 13 znajduje się budynek główny Szpitala Powiatowego, a przy ul. Lubelskiej 84 Urząd Miasta Kraśnik.

## Granice osiedla
Osiedle od północnego zachodu graniczy z dzielnicą Piaski, od północy przebiega granica miasta po torach kolejowych, od południa z Ośrodkiem-Miasto (Starym Miastem) dzielnicy Lubelskiej, od zachodu przebiega granica miasta, od wschodu z osiedlem Zarzecze dzielnicy Lubelskiej (Starej). Przez Koszary przebiega główna droga wojewódzka nr 833 (ul. Urzędowska). Przez dzielnicę przebiega większość linii komunikacyjnych Miejskiego Przedsiębiorstwa Komunikacyjnego.